# 11e eeuw v.Chr.
De 11e eeuw v.Chr. (van de christelijke jaartelling) is de 11e periode van 100 jaar, dus bestaande uit de jaren 1100 tot en met 1001 v.Chr. De 11e eeuw v.Chr. behoort tot het 2e millennium v.Chr.
Opmerking: Omdat in deze tijd de dateringen meestal niet veel nauwkeuriger zijn dan plusminus een aantal jaar, worden voor 1000 v.Chr. de gebeurtenissen per decennium weergegeven.
- Op de Boshoverheide bevindt zich het grootste teruggevonden urnenveld uit de Lage Landen, dat zou tussen 1100 en 700 v.Chr. zijn gebruikt.

## Gebeurtenissen en ontwikkelingen
- De Feniciërs bereiken op hun handelsvaarten over de Middellandse Zee het Iberisch Schiereiland.
- De Doriërs dringen vanuit het noordwesten van Griekenland onweerstaanbaar naar het zuiden op. De onbeschaafde invallers zien in de Achaiërs géén stamverwanten, ze veroveren hun steden en brengen de Myceense cultuur de genadeslag toe. Veel bewoners vluchten naar de eilanden en de bergen. De Doriërs dringen tot op de Peloponnesos door, waar Sparta het centrum wordt van hun soldatenstaat. Daar de Doriërs het ijzer kennen, biedt het handwerk meer mogelijkheden, vooral voor het vervaardigen van wapens. Maar de Achaiërs en de Ioniërs krijgen voorlopig weinig kans hun kunstzin te uiten.

<< · 1099-1090 · 1089-1080 · 1079-1070 · 1069-1060 · 1059-1050 · 1049-1040 · 1039-1030 · 1029-1020 · 1019-1010 · 1009-1000 · >>
<< · 20e · 19e · 18e · 17e · 16e · 15e · 14e · 13e · 12e · 11e · >>